# Aeroportul Municipal Bentonville
Aeroportul Municipal Bentonville (IATA: VBT, ICAO: KVBT, FAA LID: VBT) este un aeroport din Arkansas, Statele Unite ale Americii ce deservește zona Bentonville⁠(d). Aeroportul a fost tranzitat în 2019 de 50 de pasageri. A fost numit după zona deservită.
Situat la o altitudine de 395 m, aeroportul dispune de 1 pistă.

## Infrastructură

### Piste
Aeroportul dispune de o singură pistă. Pista 18/36 are suprafața de asfalt și dimensiunile 4.426 picioare × 65 picioare. 